# Tomi Mäkelä
Tomi Matti Mäkelä (* 3. Januar 1964 in Lahti, Finnland) ist ein finnischer Musikwissenschaftler.

## Leben
Er studierte Musik in Lahti und Wien sowie Musikwissenschaft in Helsinki, Wien und Berlin (West). Klavier lernte er bei Rauno Jussila am Päijät-Hämeen Konservatorio Lahti, wo er 1982 die klavierpädagogische Fachhochschulausbildung abschließen konnte, und Noel Flores (Konzertfach an der Wiener Hochschule für Musik und darstellende Kunst). Er promovierte 1988 an der Technischen Universität Berlin unter der Betreuung von Carl Dahlhaus und Helga de la Motte-Haber und habilitierte sich 1990 an der Universität Helsinki am Institut für Musikwissenschaft des Musiksemiotikers Eero Tarasti mit einer Arbeit über konzertante Kammermusik und Kammerkonzerte in den 1920er Jahren. Von 1996 bis 2008 war er Professor an der Otto-von-Guericke-Universität Magdeburg. Seit 2009 lehrt er als Professor an der Martin-Luther-Universität Halle-Wittenberg.
Er hat über eine Vielfalt von Themen des 19. und 20. Jahrhunderts sowie zu Musiktheorie und -pädagogik publiziert. Sein Buch zu Jean Sibelius’ Poesie in der Luft (Breitkopf & Härtel 2007) erhielt 2008 den Preis Geisteswissenschaften International und wurde in Steven Lindbergs englischer Übersetzung als Jean Sibelius (2011) veröffentlicht. 2015 debütierte Mäkelä bei Digital Concert Hall als Carl-Nielsen-Spezialist. Im November 2023 erhielt Mäkelä von der Schwedischen Literaturgesellschaft in Finnland (Svenska litteratursällskapet i Finland) den Fredrik-Pacius-Preis.

## Werke (Auswahl)
- Virtuosität und Werkcharakter. Eine analytische und theoretische Untersuchung zur Virtuosität in den Klavierkonzerten der Hochromantik (= Berliner musikwissenschaftliche Arbeiten 37), Katzbichler, München/ Salzburg 1989, ISBN 3-87397-077-5.
- Aarre Merikantos Konzert („Schott-Konzert“) (= Nordische Meisterwerke 2, hrsg. von Heinrich W. Schwab und Harald Herrestahl), Florian Noetzel, Wilhelmshaven 1996.
- als Hrsg. mit Tobias Robert Klein (Hrsg.), Mehrsprachigkeit und regionale Bindung in Musik und Literatur (= Interdisziplinäre Studien zur Musik 1[5]), Peter Lang, Frankfurt am Main 2004, ISBN 3-631-52331-9.
- Klang und Linie von „Pierrot lunaire“ bis „Ionisation“. Studien zur Wechselwirkung von Spezialensemble, Formbildung und Klangfarbenpolyphonie (= Interdisziplinäre Studien zur Musik 3), Peter Lang, Frankfurt am Main 2004, ISBN 3-631-52891-4.
- zus. mit David D. Dill, Sanjit K. Mitra, Hans Siggaard Jensen, Erno Lehtinen, Anna Parpala, Hannele Pohjola, Mary A. Ritter, Seppo Saari: Training and the Knowledge-Based Society. An Evaluation of Doctoral Education in Finland (=Publications of the Finnish Higher Education Evaluation Council 2006, 1, FHEEC), Tampere 2006.
- Jean Sibelius. „Poesie in der Luft“. Studien zu Leben und Werk, Breitkopf & Härtel, Wiesbaden/Leipzig/Paris 2007, ISBN 978-3-7651-0363-6.
- Sibelius, me ja muut. Teos, Helsinki 2007, ISBN 978-951-851-097-3.
- Fredrik Pacius, kompositör i Finland, Svenska Litteratursällskapet i Finland, Helsinki 2009, ISBN 978-951-583-192-7.
- Jean Sibelius, Boydell, Woodbridge, Suffolk, and Rochester, NY 2011, ISBN 978-1-84383-688-9.
- Jean Sibelius und seine Zeit, Laaber, Laaber 2013, ISBN 978-3-89007-767-3.
- Friedrich Pacius. Ein deutscher Komponist in Finnland. Mit einer Edition der Tagebücher, Briefe und Arbeitsmaterialien von Silke Bruns, Georg Olms, Hildesheim u. a. 2014, ISBN 978-3-487-15123-6.[6]
- Saariaho, Sibelius und andere. Neue Helden des neuen Nordens. 100 Jahre Musik und Bildung in Finnland, Georg Olms, Hildesheim u. a. 2014, ISBN 978-3-487-15128-1.
- mit Christoph Kammertöns, Lena Esther Ptasczynski: Friedrich Wieck – Gesammelte Schriften über Musik und Musiker […] (= Interdisziplinäre Studien zur Musik 10), Peter Lang, Frankfurt am Main u. a. 2019, ISBN 978-3-631-76747-4.
- Sichtbare, hörbare und denkbare Töne. Inszeniertes Musikgeschehen im Tonfilm zwischen The Jazz Singer und Anora, Peter Lang: Berlin, Bruxelles, Chennai, Lausanne, New York, Oxford 2025, ISBN 978-3-631-93589-7 (Print).